# Routes nationales à Corfou
Cet article liste des routes nationales à Corfou.
Corfou est une île de la mer Ionienne appartenant à la Grèce.

## Route nationale EO23
La route nationale 23 (en grec moderne : Εθνική Οδός 23, EO23) est une route nationale de l'île de Corfou. Elle relie la ville de Corfou à Lefkímmi en traversant la partie méridionale de l'île. 
La EO23 mesure 38 kilomètres de long.
Le long de la route les lieux remarquables sont :
- La plage de Mesongí.
- Le village de Benitsa.
- La ville de Lefkímmi.
- Le port de Lefkímmi.

## Route nationale EO24
La route nationale 24 (en grec moderne : Εθνική Οδός 24, EO24) est une route nationale de l'île de Corfou. Elle relie la ville de Corfou à Paleokastrítsa en traversant la partie nord de l'île. 
Sa longueur est de 22,7 kilomètres. 
Les lieux remarquables au bord de la route sont:
- Le monastère de Paleokastrítsa.
- La plage de Paleokastrítsa.
- La forteresse byzantine d'Angelókastro.

## Route nationale EO25
La route nationale 25 (en grec moderne : Εθνική Οδός 25, EO25) est une route nationale de l'île de Corfou. Elle relie la ville de Corfou à Achilleio, traversant la partie méridionale de l'île.
La route passe à proximité du :
- Palais d'Achilleion